# Самора (провинция)
Провинция Самора (на испански: provincia de Zamora) се намира в северозападната част на Испания, в Кралство Леон (автономна общност Кастилия-Леон).
Столицата е Самора.